# ناو کلاس کاسوگا
کروزر کلاس کاسوگا (به انگلیسی: Kasuga-class cruiser) یک کلاس از کشتی است که طول آن ۱۰۸٫۸ متر (۳۵۶ فوت ۱۱ اینچ) می‌باشد.